# Zaberdowo
Zaberdowo (biał. Забердава, Zabierdawa, ros. Забердово, Zabierdowo) – wieś na Białorusi, w obwodzie grodzieńskim, w rejonie korelickim, w sielsowiecie Rajca.

## Historia
W XIX i w początkach XX w. wieś i folwark położone w Rosji, w guberni mińskiej, w powiecie nowogródzkim, w gminie Rajce. Były wówczas własnością Wereszczaków.
W dwudziestoleciu międzywojennym wieś i osada leżące w Polsce, w województwie nowogródzkim, w powiecie nowogródzkim, w gminie Rajce. W 1921 obie miejscowości liczyły razem 314 mieszkańców, zamieszkałych w 59 budynkach, wyłącznie Polaków. 289 mieszkańców było wyznania prawosławnego, 19 rzymskokatolickiego i 6 ewangelickiego.
Po II wojnie światowej w granicach Związku Sowieckiego. Od 1991 w niepodległej Białorusi.